# إيملي تايلور
إيملي تايلور (بالإنجليزية: Emily Taylor)‏ هي مجدفة بريطانية، ولدت في 28 يونيو 1987 في لنكولن في المملكة المتحدة.

## وصلات خارجية
- إيملي تايلور على موقع الاتحاد الدولي للتجديف (الإنجليزية)